# Rue des Blanchers
La rue des Blanchers (en occitan : carrièra dels Blanquièrs) est une voie de Toulouse, chef-lieu de la région Occitanie, dans le Midi de la France.

## Situation et accès

### Description
La rue des Blanchers est une voie publique. Elle se trouve à l'ouest du quartier du Capitole, dans le secteur 1 - Centre.
La chaussée compte une seule voie de circulation automobile, en sens unique, depuis la place de la Daurade vers la place Saint-Pierre. Elle est définie comme une zone de rencontre et la circulation est limitée à 20 km/h. Il n'existe ni bande, ni piste cyclable, quoiqu'elle soit à double-sens cyclable.

### Voies rencontrées
La rue des Blanchers rencontre les voies suivantes, dans l'ordre des numéros croissants (« g » indique que la rue se situe à gauche, « d » à droite) :
1. Place de la Daurade
2. Rue Alexis-Larrey (d)
3. Rue Étroite (g)
4. Place de Bologne - accès piéton (d)
5. Place Saint-Pierre

### Transports
La rue des Blanchers n'est pas directement desservie par les transports en commun Tisséo. Elle se trouve cependant à proximité des arrêts de la navette Ville, qui traverse la place Saint-Pierre et la place de la Daurade. Les stations de métro les plus proches sont, à l'ouest, la station Saint-Cyprien – République, au sud, la station Esquirol et, à l'est, la station Capitole, toutes sur la ligne de métro .
Il existe plusieurs stations de vélos en libre-service VélôToulouse à proximité immédiate de la rue des Blanchers : les stations no 11 (2 place de la Daurade) et no 28 (2 place Saint-Pierre)

## Odonymie
La rue des Blanchers tient son nom des tanneurs, et particulièrement des blanchisseurs de cuir, qui travaillaient dans cette rue, à proximité de la Garonne, et y avaient déjà le siège de leur corporation au XIe siècle. Au Moyen Âge, la rue était également connue comme la rue des Pescadours ou des Pêcheurs (pescadors en occitan). Ils y avaient en effet leur corporation et la Capelle Redonde, qui était le siège de leur confrérie, se trouvait à proximité (emplacement de l'actuelle place de la Daurade). Ces deux noms se rencontrent sur les actes au milieu du XIVe siècle. En 1794, pendant la Révolution française, la rue devint rue Bravoure, mais cette appellation ne subsista pas.

## Histoire

### Moyen Âge
Au Moyen Âge, la rue des Blanchers appartient au capitoulat de la Daurade. Elle est alors un peu plus longue que la rue actuelle, puisqu'elle s'étend de la place de la Capelle-Redonde (à l'angle nord de l'actuelle place de la Daurade) jusqu'au rempart antique (emplacement au milieu de l'actuelle place Saint-Pierre) et au port Bidou (emplacement de l'actuel port Saint-Pierre). La fin de la rue est d'ailleurs marquée de ce côté par une ancienne porte, la Porte Pinte.
La rue est peuplée de nombreux tanneurs, des chamoiseurs et des blanchers, tous artisans du cuir qui profitent de la proximité de la Garonne pour laver et tanner les peaux. Plusieurs ruelles, du côté gauche de la rue, descendent vers le fleuve et permettent aux artisans d'accéder facilement à l'eau. La présence de ces artisans est ancienne et déjà attestée au milieu du XIe siècle, lorsque le comte de Toulouse, Guillaume IV, et sa mère, Almodis de la Marche, les affranchissent de tout cens et redevances, lorsqu'il cède le quartier de Saint-Pierre-des-Cuisines à l'abbaye de Moissac en 1067.
La rue est également habitée par de nombreux pêcheurs, qui ont d'ailleurs le siège de leur confrérie dans une chapelle voisine, la Capelle Redonde, au début de la rue. Sur le côté nord de la rue, non loin de l'ancienne muraille romaine, se trouve d'ailleurs la petite place des Pêcheurs ou « las placetas » (entre les actuels no 34 et 44). La vie spirituelle des pêcheurs est par ailleurs rythmée chaque année par une importante procession religieuse, la cérémonie de la Baignade de la Croix. Il s'agit d'une croix en argent qui aurait été trouvée miraculeusement par les cochons d'un porcher de la rue et qui avait été déposée dans l'église de la Daurade, pour être sortie en procession et baignée au milieu de la Garonne, le troisième jour des Rogations, jour de la procession nautique des pêcheurs. La maison fut par la suite transformée en chapelle et devint un lieu de prière (emplacement de l'actuel no 51).
Dans tous les cas, la rue est, à la fin du Moyen Âge particulièrement active, puisqu'on y trouve également, au XVe siècle, un établissement de bains, « los banhs als pescadors » (emplacement de l'actuel no 9), un abattoir (près de la Porte Pinte) et deux fours publics.

### Époque moderne
À partir du XVIe siècle, les pêcheurs se font moins nombreux, se déplaçant vers le faubourg Saint-Cyprien. Leur confrérie quitte d'ailleurs la Capelle Redonde pour se transporter à l'église Saint-Nicolas. Les traditions religieuses se maintiennent cependant, particulièrement la cérémonie de la Baignade de la Croix. En 1652, lorsqu'un incendie consume le quartier, seule la chapelle de la Croix échappe au désastre. La rue des Blanchers conserve sa fonction commerçante, grâce à la proximité de la Garonne, du port Bidou et du port des Viviers (actuel port de la Daurade), mais aussi du principal pont de la ville, le pont de la Daurade. Ainsi, c'est à l'angle de « las placetas » (actuels no 44 et 46), que le marchand Pierre d'Assézat installe au milieu du XVIe siècle ses vastes entrepôts de pastel. On ne trouve cependant pas de personnage notable qui occupe un immeuble de la rue. D'ailleurs, malgré les incendies et les interdictions formulées par les capitouls, les constructions en corondage perdurent, comme en témoignent les immeubles les plus anciens, datant du XVIIe siècle (actuels no 5-7, 6, 15, 27) et, pour certains même du XVIIIe siècle (actuels no 4 et 8).
Des changements plus importants interviennent au milieu du XVIIIe siècle. En 1747, François Garipuy, directeur des travaux publics de la sénéchaussée de Toulouse, propose la construction d'un quai le long de la Garonne, derrière les maisons de la rue des Blanchers, entre les ports réaménagés des Viviers et Bidou. Le projet, jugé trop onéreux par les États de Languedoc, est rejeté, mais il est en partie repris en 1764, lorsqu'ils décident finalement de faire construire un quai entre le Pont-Neuf et le port Bidou. C'est Joseph-Marie de Saget, qui a succédé à Garipuy comme directeur des travaux publics de la sénéchaussée, qui présente le projet d'aménagement et dirige les travaux, engagés la même année, et probablement terminés après plusieurs retards en 1773, comme en témoignent les immeubles en bout de rue (actuels no 1, 53 et 58). En conséquence, du côté du port Bidou, largement réaménagé et agrandi, les dernières maisons de la rue sont abattues. De même, les ruelles qui rejoignent la Garonne sont fermées – sauf la rue Étroite – et plusieurs immeubles sont reconstruits (actuels no 10, 12, 14, 16, 17, 20, 22, 25, 33, 34-36 et 44).

### Période contemporaine
Pendant la Révolution française, la rue des Blanchers et ses habitants ne semblent pas touchés. La seule maison de la rue qui possède un blason est cependant frappée : il est martelé (actuel no 22). 
Au cours du XIXe siècle, les projets d'élargissement des rues toulousaines se poursuivent. Le quartier reste très populaire et de nombreux immeubles insalubres sont reconstruits, en suivant le nouveau plan d'alignement présenté en 1842 (actuels no 3, 9 à 13, 19 et 21 ; no 2, 18, 24-26 à 32, 42, et 46 à 54). La lutte contre l'insalubrité se poursuit d'ailleurs au XXe siècle, provoquant la construction de nouveaux immeubles, répondant aux standards de qualité moderne (actuel no 39).

## Patrimoine et lieux d'intérêt

### Immeubles
- no  1 : immeuble (vers 1773)[7].

- no  4 : immeuble de Bernard Buc. 
L'immeuble est construit en 1774 pour Bernard Buc, maître-tanneur. La façade principale se développe sur deux travées. Elle est en pan de bois à grilles. Le rez-de-chaussée a conservé sa structure en bois. Le comble ouvert possède toujours ses poteaux avec aisseliers[8].

- no  5-7 : immeuble en corondage. 
Un vaste immeuble avait été construit au XVIIe siècle entre les no 5, 7 et 9 rue des Blanchers et no 2 quai Lucien-Lombard. La façade se développe sur deux travées et s'élève sur deux étages. Elle est construite en pan de bois à grille. Au 1er étage, la pose d'un poteau doublé au centre de la façade s'explique peut-être par une faiblesse de la structure lors de l'agrandissement de la fenêtre droite. L'étage de comble ouvert a été réaménagé et fermé, tandis qu'un aisselier a été coupé pour mettre en place la deuxième fenêtre à gauche[9].

- no  6 : immeuble en corondage (XVIIe siècle)[10].

- no  19 : immeuble. 

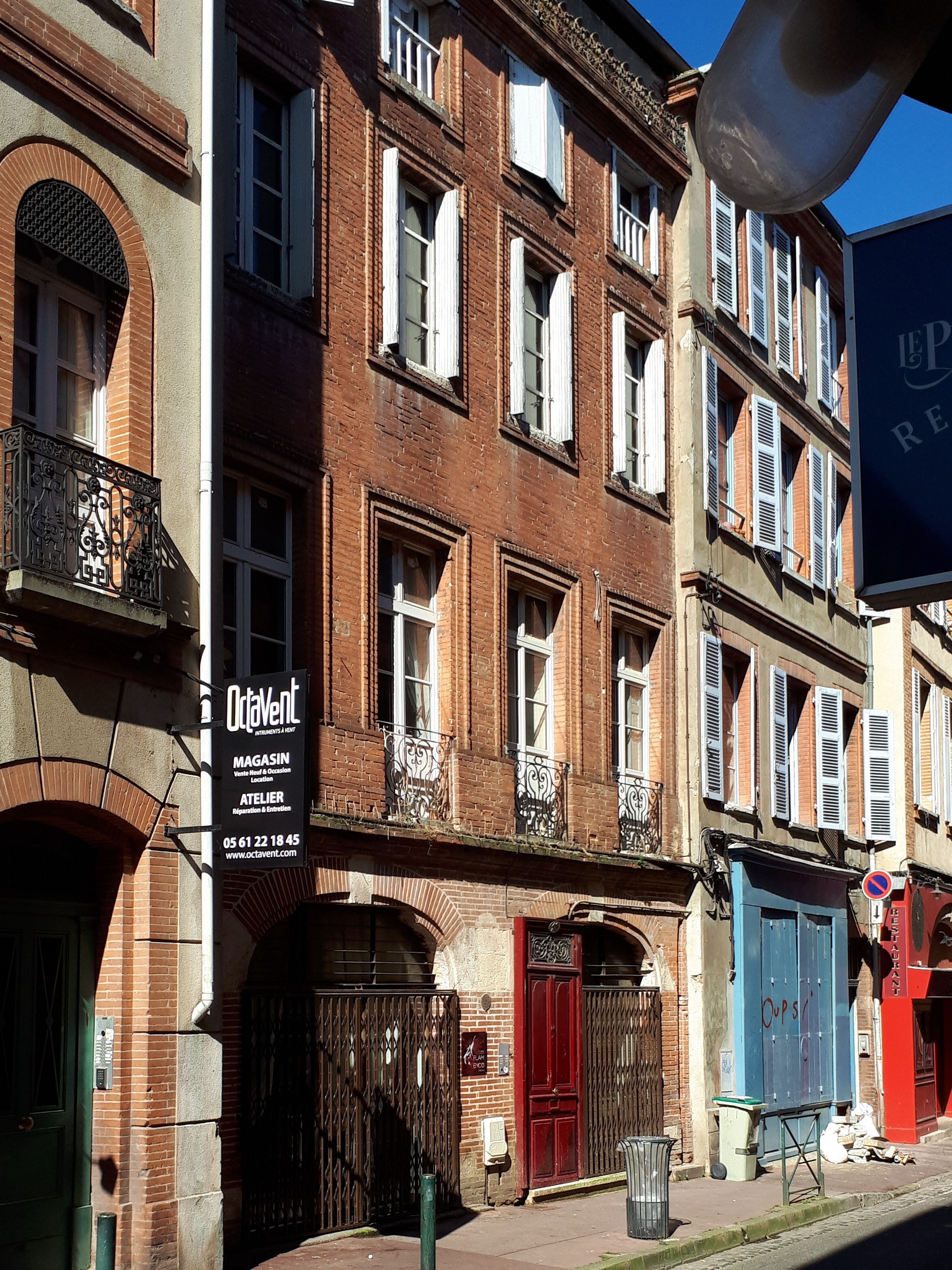
no 19 : façade de l'immeuble.

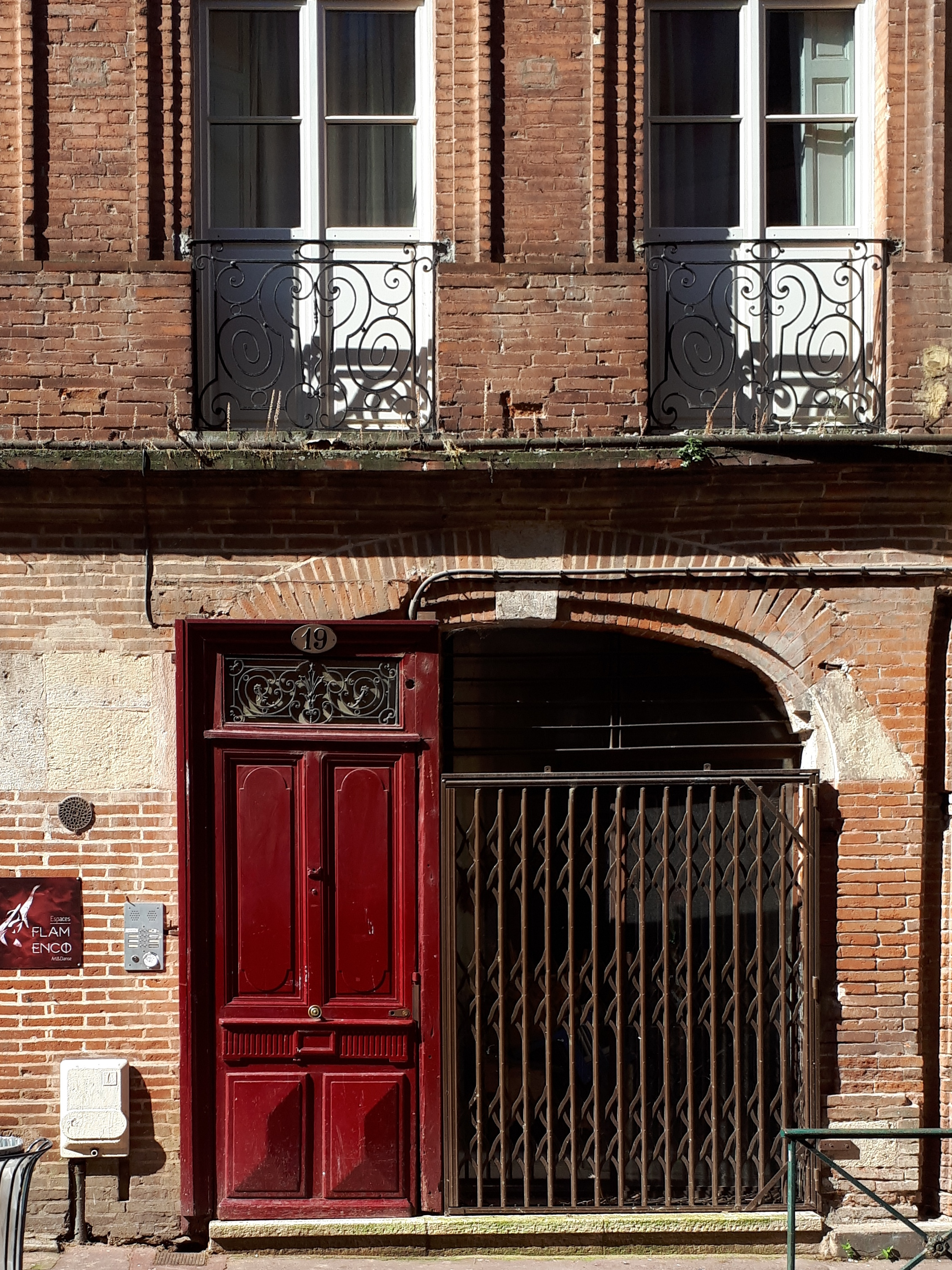
no 19 : détail des ferronneries.

L'immeuble est construit dans la deuxième moitié du XVIIIe siècle. Le rez-de-chaussée est percé par deux ouvertures de boutique en anse de panier, mais celle de droite a été en partie modifiée et obstruée au XIXe siècle. Les étages, de style classique, sont décroissants. Les fenêtres sont rectangulaires et mises en valeur par un chambranle mouluré. Celles du 1er étage ont des garde-corps en fer forgé à motifs géométriques. Au sommet de l'élévation, les antéfixes en terre cuite ont été ajoutés au XIXe siècle[11].

- no  23 : immeuble. 

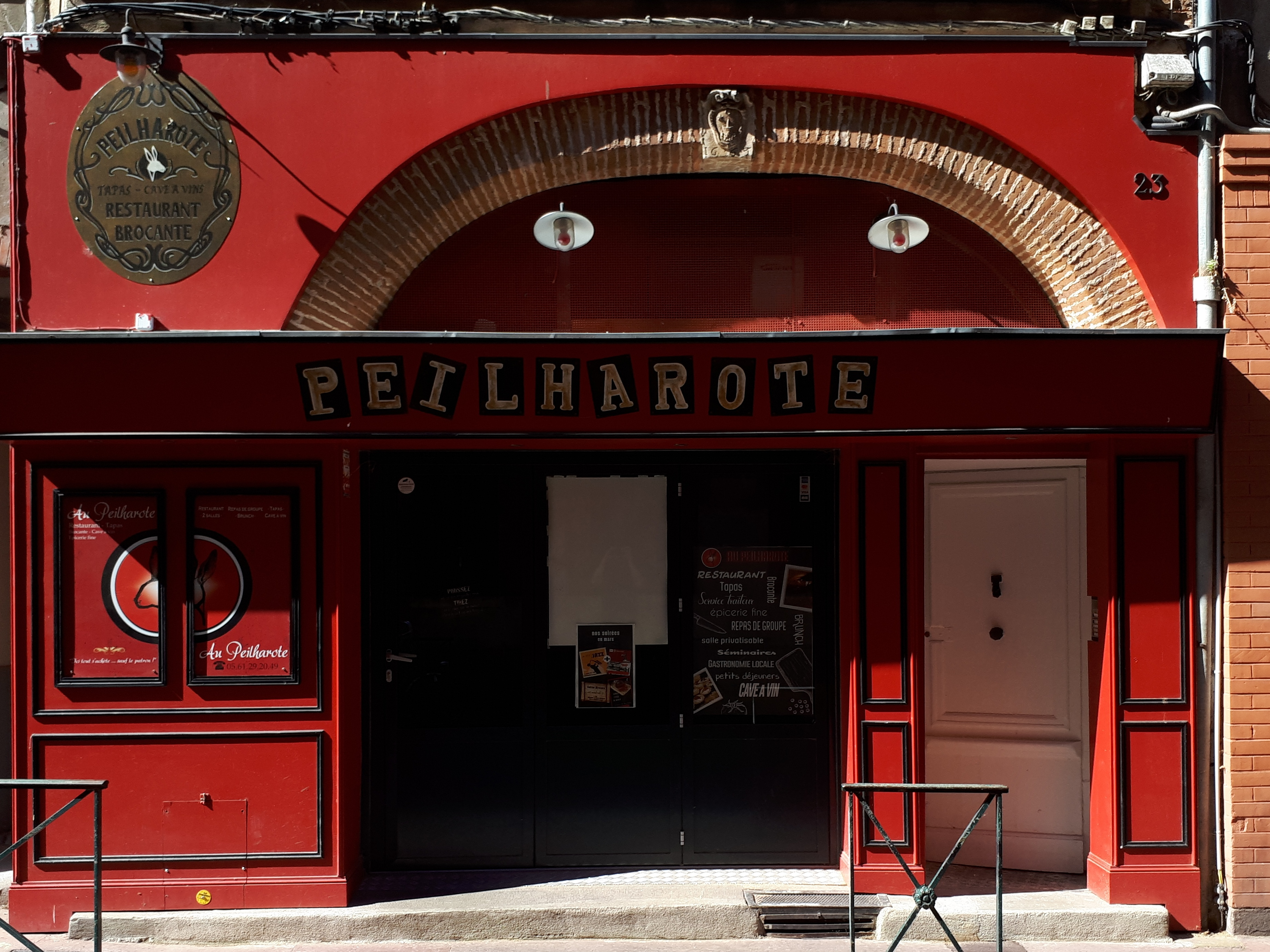
no 23 : arcade de boutique.

L'immeuble s'élève sur deux étages décroissants et un étage de comble. Le rez-de-chaussée est ouvert par une grande arcade de boutique voûtée en anse de panier. L'agrafe est ornée d'un blason sculpté en pierre et porte la date d'achèvement des travaux, 1663. Le rez-de-chaussée et le 1er étage sont séparés par une fine corniche moulurée[12].

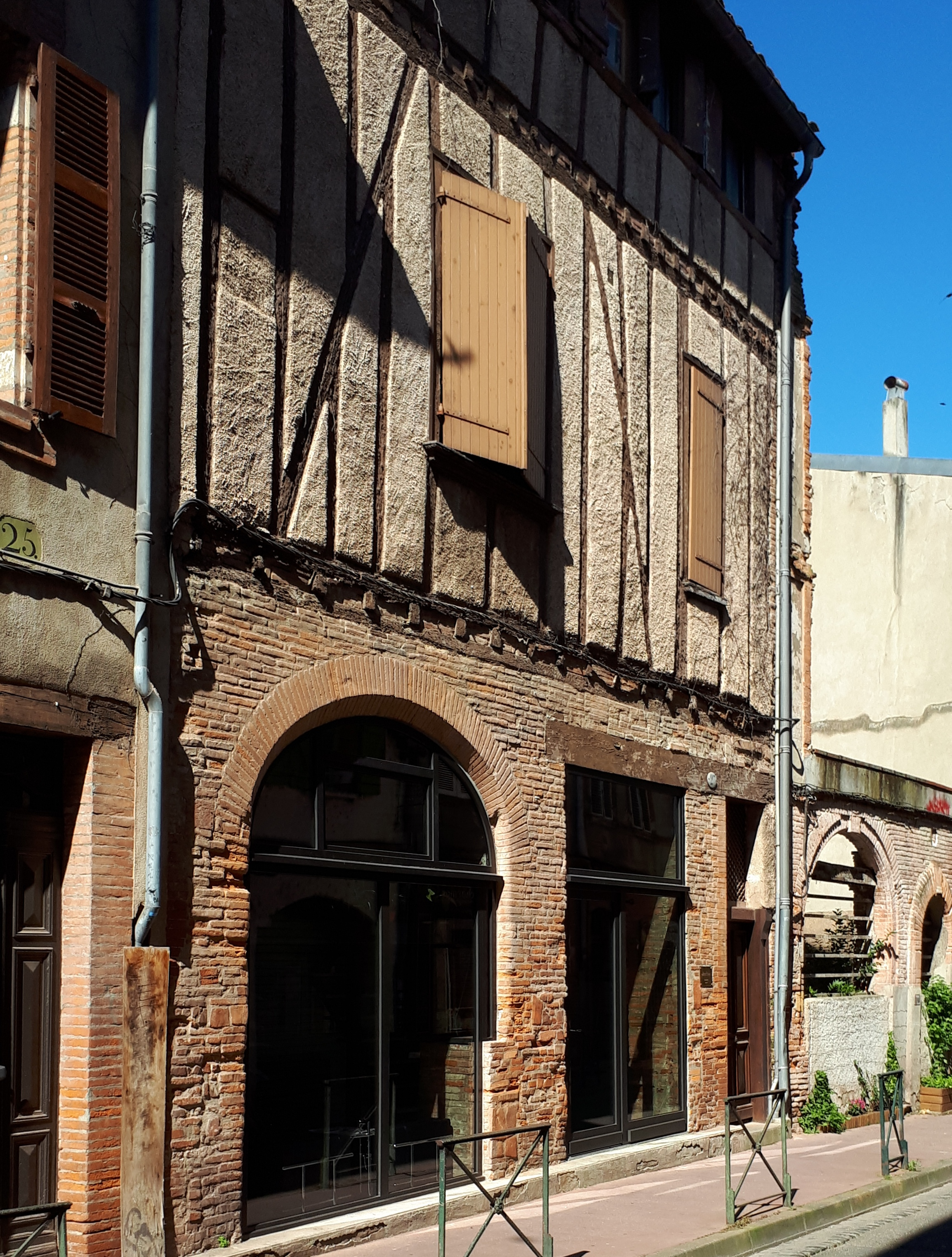
no 27 : façade de l'immeuble.

- no  27 : immeuble en corondage. 
L'immeuble, bâti au XVIIe siècle, s'élève sur trois niveaux : un rez-de-chaussée, un étage et un niveau de comble. Le rez-de-chaussée, en maçonnerie de brique, est ouvert par une arcade de boutique du côté gauche gauche, tandis que, du côté droit, un poitrail a été mis en place lors d'un remaniement postérieur au-dessus d'une ouverture de boutique rectangulaire et de la porte d'entrée. Le pan de bois est à grille et décharge pour le 1er étage et simplement à grille pour le comble. Le hourdis en brique est caché par l'enduit. Les fenêtres sont rectangulaires et ont des appuis moulurés[13].

### Œuvre publique
- no  33 : fresque sans titre. 
Le mur aveugle de cette maison porte une fresque réalisée en 2019 dans le cadre du festival Rose Béton par le graffeur néerlandais Jeroen Erosi, figure du mouvement « Post-graffiti ». La composition abstraite, de 16 mètres de large sur 12,50 mètres de haut, évoque une typographie – qu'il a étudiée à l'académie Willem de Kooning de Rotterdam[14].

## Personnalités
- Marius Cazeneuve (1839-1913) : prestidigitateur, mathématicien, artiste, philanthrope et grand voyageur, il s'installa à Madagascar où il devint un proche de la reine Ranavalona III, avant la conquête de l'île par la France. De retour à Toulouse, il vécut dans la villa Gabès (actuel no 4 grande-rue Saint-Michel). Il était né dans une maison de la rue des Blanchers (actuel no 20)[15].

- Célestin Péchegut (1829-1891) : fils de boulanger et né dans l'appartement de ses parents (actuel no 20), il fonda une pâtisserie renommée de la rue des Changes (actuel no 12), disparue en 2006[16],[17].